# Pan (satelit)
Pan este satelitul cel mai interior  numit al lui Saturn. Este un satelit mic, în formă de nucă, cu o lungime de aproximativ 35 de kilometri și cu 23 km în lățime care orbitează în interiorul Golului Encke din inelul A al lui Saturn. Pan este un păstor de inel și este responsabil pentru menținerea Golului Encke fără particule de inel. Uneori este descris ca având aspectul unui ravioli. 
A fost descoperit de Mark R. Showalter în 1990 din analiza fotografiilor vechi ale sondei Voyager 2 și a primit denumirea provizorie S/1981 S 13 deoarece imaginile descoperirii datează din 1981. 

## Prezicere și descoperire
Existența unui satelit în Golul Encke a fost prezisă pentru prima dată de Jeffrey N. Cuzzi și Jeffrey D. Scargle în 1985, pe baza marginilor ondulate ale golului care indicau o perturbare gravitațională.  În 1986 Showalter et al. i-a dedus orbita și masa prin modelarea urmei gravitaționale. Au ajuns la o predicție foarte precisă de 133.603 ± 10 km pentru semiaxa mare și o masă de 5 – 10 ×10−12 mase ale lui Saturn și a dedus că există doar un singur satelit în Golul Encke.  Semiaxa mare reală diferă cu 19 km și masa reală este 8,6 ×10−12 din cea a lui Saturn.
Satelitul a fost găsit mai târziu la 1° față de poziția prezisă. Căutarea a fost efectuată luând în considerare toate imaginile Voyager 2 și folosind un calcul computerizat pentru a prezice dacă satelitul va fi vizibil în condiții suficient de favorabile în fiecare dintre ele. Fiecare imagine Voyager 2 eligibilă cu o rezoluție mai bună de ~50 km/pixel îl arată clar pe Pan. În total, apare în unsprezece imagini de la Voyager 2.  

## Nume
Satelitul a fost numit pe 16 septembrie 1991,  după mitologicul Pan, care era (printre altele) zeul păstorilor. Aceasta este o referire la rolul lui Pan ca satelit păstor. Este denumit și Saturn XVIII. 

## Orbită
Excentricitatea orbitei lui Pan face ca distanța sa față de Saturn să varieze cu ~4 km. Înclinația sa, care l-ar determina să se miște în sus și în jos, nu se distinge de zero cu datele actuale. Golul Encke, în interiorul căruia orbitează Pan, este are aproximativ 325km lățime.

## Geografie

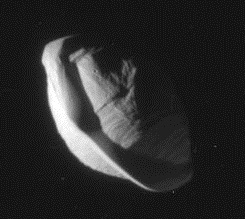
Pan, fotografiat de Cassini pe 7 martie 2017. Creasta subțire ecuatorială este clar vizibilă.

Oamenii de știință de la Cassini l-au descris pe Pan drept „în formă de nucă ”  datorită crestei ecuatoriale, similare cu cea de pe Atlas, care este vizibilă în imagini. Creasta se datorează materialului din inel pe care Pan l-a măturat din Golul Encke. Jurnaliştii au numit-o empanada spaţială, o formă de pâine sau produs de patiserie umplut, precum şi ravioli.   Un nou studiu sugerează că forma bizară a lui Pan s-ar putea datora, de asemenea, ciocnirilor dintre micii sateliți minori, determinându-le astfel să fuzioneze și să-l formeze pe Pan (cunoscut ca scenariul de formare a regimului piramidal). 

## Inel mic pandean
Golul Encke conține un mic inel care coincide cu orbita lui Pan, ceea ce indică faptul că Pan menține particulele pe orbitele potcoavă.  Un al doilea inel mic este întrerupt periodic de Pan, în mod similar cu modul în care inelul F este perturbat de Prometheus. 

## Galerie

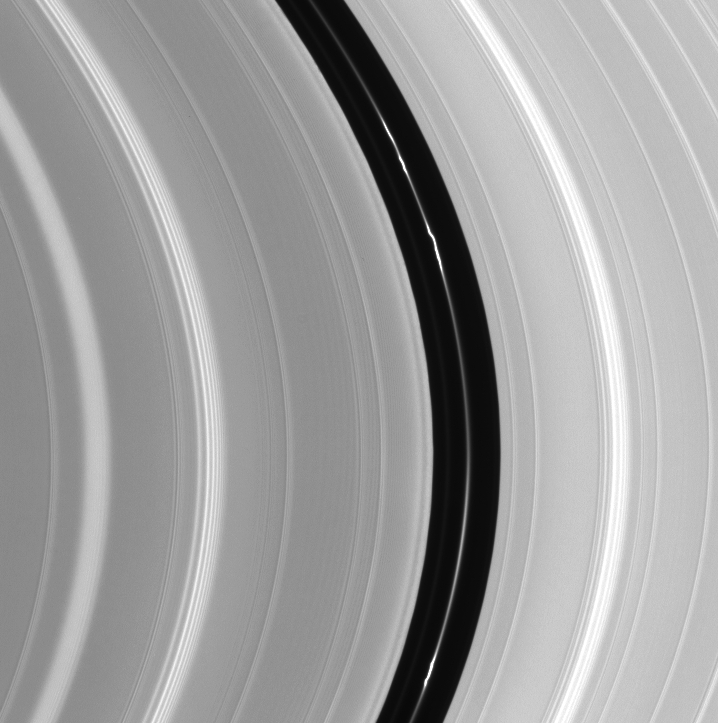
Prim-plan al Golului Encke, arătând inelul central care coincide cu orbita lui Pan.
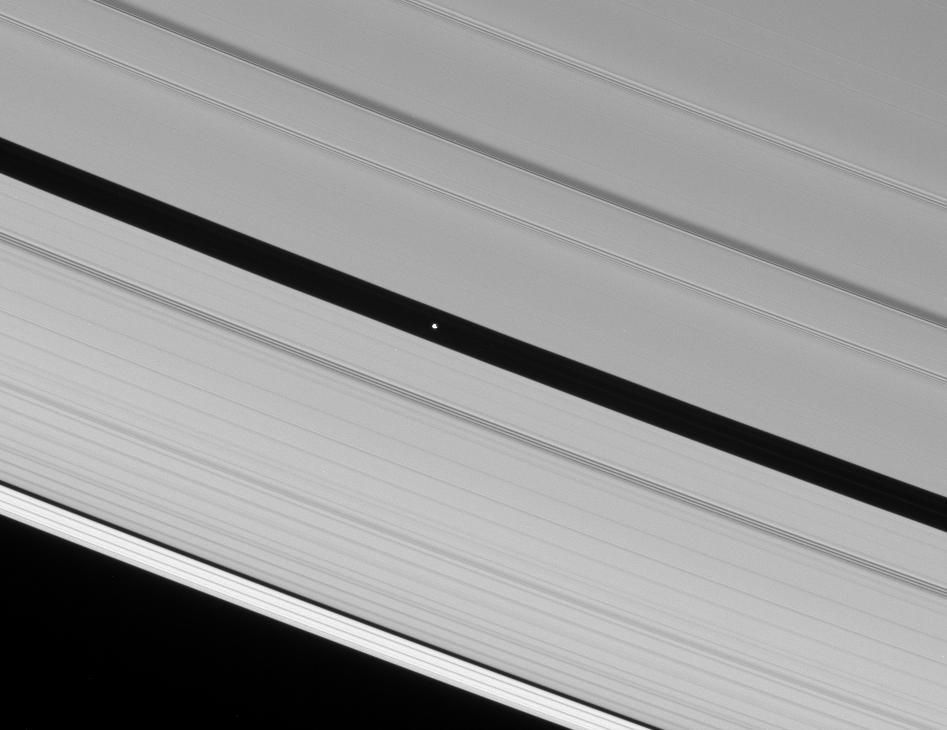
Imagine Cassini care-l arată pe Pan orbitând în Golul Encke.
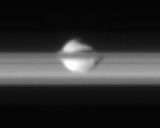
Vedere ecuatorială a lui Pan de la Cassini, cu inelele lui Saturn înconjurând satelitul.
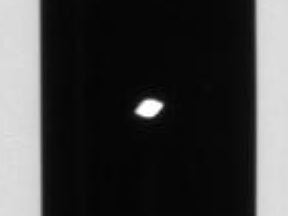
Pan în centrul imaginii, ocupând Golul Encke din inelele lui Saturn. Forma sa asemănătoare cu o nucă este clar vizibilă.
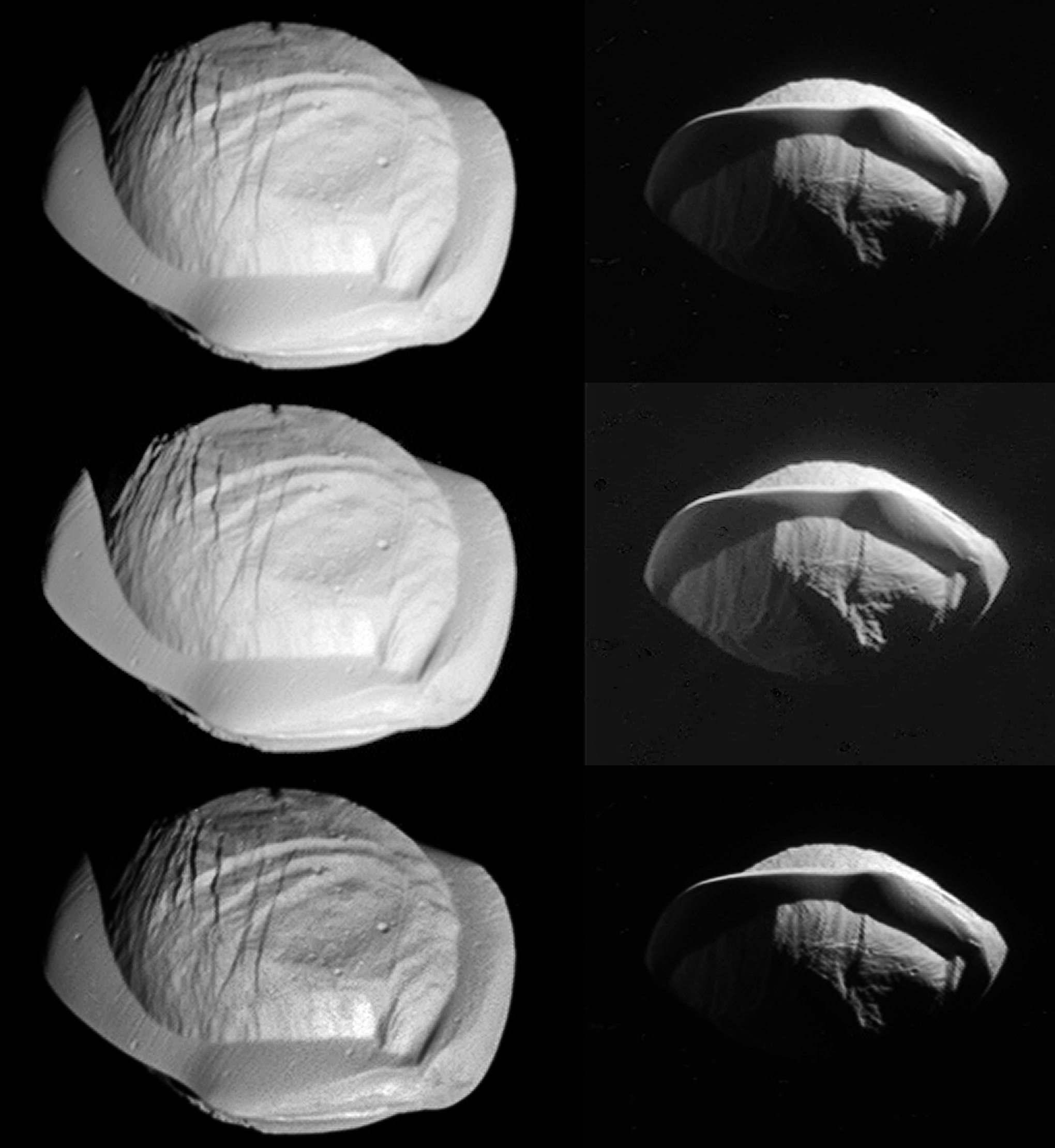
Imagini întinse (4x), procesate în diferite moduri.